# Ralph Kimball
 (décembre 2008).
Si vous disposez d'ouvrages ou d'articles de référence ou si vous connaissez des sites web de qualité traitant du thème abordé ici, merci de compléter l'article en donnant les références utiles à sa vérifiabilité et en les liant à la section « Notes et références ».
Ralph Kimball est un informaticien et chef d'entreprise américain. Il est surtout connu comme auteur d'ouvrages informatiques, notamment concernant les sujets liés au décisionnel.
Avec Bill Inmon, il est l'un des théoriciens de cette sous-partie de l'informatique, s'opposant à ce dernier sur sa conviction selon laquelle un Datawarehouse doit être compréhensible et rapide. Sa méthode, connue sous le nom de modélisation dimensionnelle, est devenue de fait l'un des principaux standards de modélisation de Datawarehousing.